# Niwica

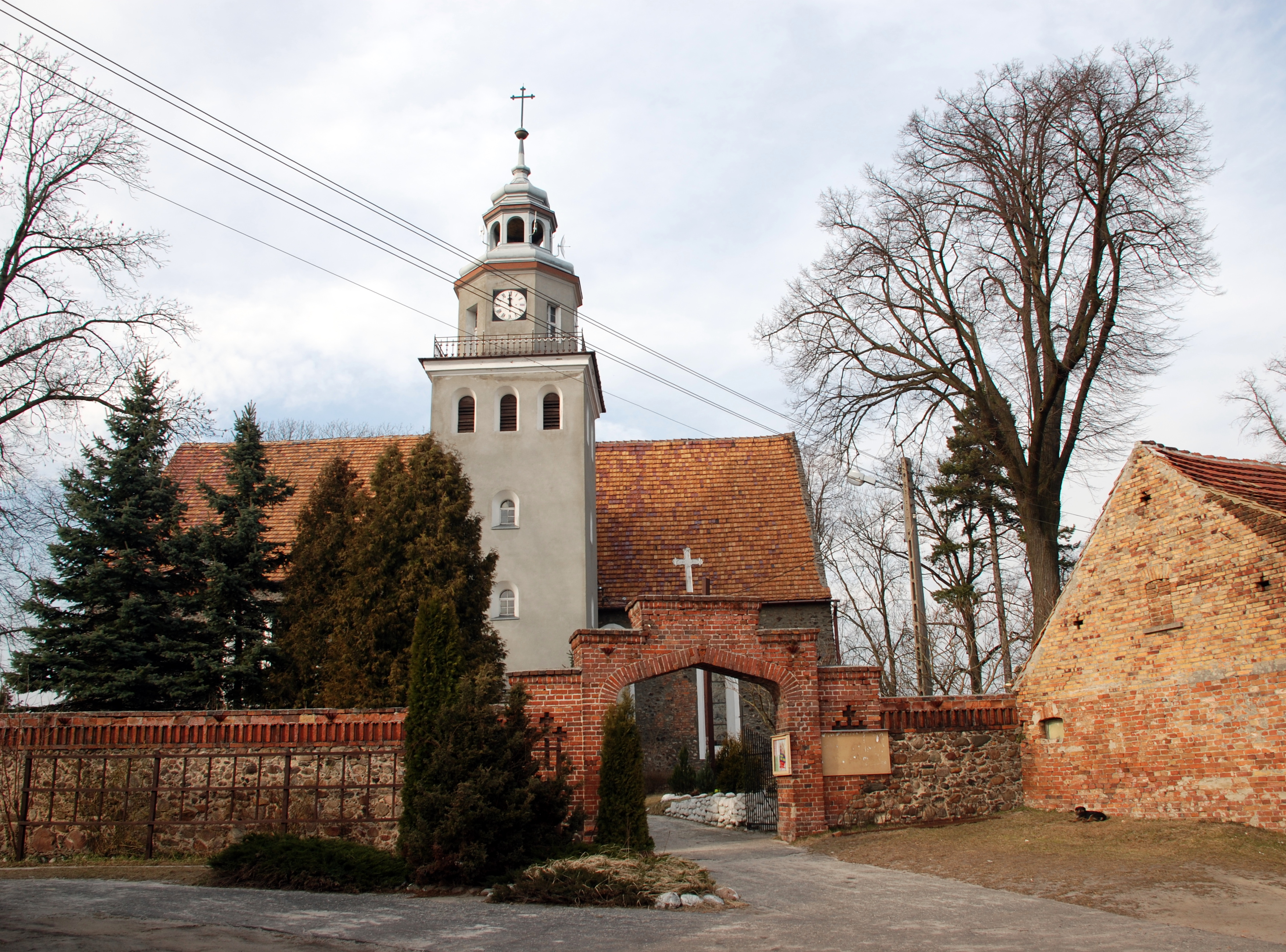
Dreifaltigkeitskirche in Niwica

Niwica (deutsch Zibelle, sorbisch Cybalin) ist eine Ortschaft in der Landgemeinde Trzebiel im Powiat Żarski in der Woiwodschaft Lebus in Polen. Sie gehört zur Euroregion Neiße und hatte 2011 375 Einwohner.

## Geographische Lage
Niwica liegt östlich der Lausitzer Neiße an der Grenze zu Deutschland  am Rand der geologisch bemerkenswerten Hügelkette Muskauer Faltenbogen.
Benachbarte Städte sind Bad Muskau und Trzebiel (Triebel).
Der Ort gehörte zur schlesischen Oberlausitz, 1,5 Kilometer  südlich der Grenze zur Niederlausitz.
Der Ortskern hat die Form eines Straßendorfes.

## Namen
Der Ort wurde als Czebelle (1216), Tzebelle, Zcebelle  (1478) und Zibelle (1551) bezeichnet.
Der Namenforscher Paul Kühnel schloss auf eine Ableitung vom altslawischen Wort cebulja  für Zwiebel. Die Endung -in weist auf einen Personennamen als Namensursprung hin („Ort eines Cybala“).

## Geschichte
Zibelle gehörte im 13. Jahrhundert zur Herrschaft Triebel in der Niederlausitz. Erster bekannter Besitzer war Hannos Bresyn zu Czebelle (Hans von Briesen auf Zibelle).
Nach 1478 kam der Ort als Exklave zur Standesherrschaft Muskau in der Oberlausitz.
Ursprünglich war die Bevölkerung von Zibelle slawisch und sorbischsprachig; die allmähliche Germanisierung erfolgte in der zweiten Hälfte des 18. Jahrhunderts und war zu Beginn des 19. Jahrhunderts weitgehend abgeschlossen. In der Kirche wurde bis 1811 auf Sorbisch gepredigt.
1816 kam Zibelle zum Kreis Rothenburg im Regierungsbezirk Liegnitz in der preußischen Provinz Schlesien. 1874 wurde es Sitz des neu gebildeten Amtsbezirks Zibelle.
Die Ortschaft bestand im 19. Jahrhundert aus den Teilen Nieder- und Ober-Zibelle, Anfang des 20. Jahrhunderts entstand auch Mittel-Zibelle.
Das Rittergut Ober Zibelle wurde 1921 von dem Chemie-Nobelpreisträger Walther Nernst von seinem Preisgeld erworben. Er lebte dort vor allem nach seiner Emeritierung bis zu seinem Tod 1941 und betrieb in den umliegenden Fischteichen Karpfenzucht.
1945 kam der Ort zu Polen.
1992 wurde zu Ehren von Walther Nernst eine Gedenktafel an einem Gasthaus im Ortszentrum von Niwica angebracht.

## Persönlichkeiten
- Heinrich Otto von Erdmannsdorf (1815–1888), Rittergutsbesitzer und Politiker
- Walther Nernst (1864–1941), Chemienobelpreisträger und Besitzer des Ritterguts seit 1921

## Sehenswürdigkeiten
- Dreifaltigkeitskirche, erbaut 13./14. Jahrhundert, umgebaut im 17. und frühen 20. Jahrhundert